# Sh2-128
Sh2-128 è una piccola nebulosa a emissione visibile nella costellazione di Cefeo.
Si individua sul bordo meridionale della costellazione, vicino al confine col Cigno, a sud del grande complesso nebuloso di IC 1396; il periodo più indicato per la sua osservazione nel cielo serale ricade fra i mesi di luglio e dicembre ed è notevolmente facilitata per osservatori posti nelle regioni dell'emisfero boreale terrestre.
Sh2-128 è una remota nebulosa situata alla distanza di circa 9400 parsec (oltre 30600 anni luce); a causa della sua morfologia rotondeggiante, inizialmente venne scambiata per una nebulosa planetaria, al punto che riporta fra le sue identificazioni diverse sigle di cataloghi di nebulose planetarie. Studi spettroscopici hanno in seguito evidenziato che si tratta di una regione H II connessa a una nube molecolare.
La stella responsabile della sua ionizzazione è stata studiata accuratamente attraverso misure fotometriche condotte nella banda della luce visibile e del vicino infrarosso: si tratta di una stella blu di sequenza principale con una classe spettrale O7V. Osservazioni condotte alle onde radio hanno permesso di rilevare che la massa del gas ionizzato della nube è pari a 25 M⊙. Le medesime osservazioni hanno rivelato la presenza di un secondo addensamento di gas ionizzato molto compatto situato a nord della nube principale, che è stato indicato con la sigla Sh2-128N; la sua massa risulta pari a 0,5 M⊙ ed è ionizzato da una stella di classe O9.5 all'inizio della sua fase di sequenza principale. Sul lato opposto sono stati scoperti due maser con emissioni H2O situati a 15 secondi d'arco l'uno dall'altro. Il satellite IRAS ha inoltre individuato in questa regione quattro sorgenti infrarosse.